# Haikouella
Haikouella – żyjący w kambrze strunowiec morski, którego szczątki znane są z dolnokambryjskiej formacji Qiongzhusi w powiecie Chengjiang (prowincja Junnan, Chiny).
Wykazuje wyraźne podobieństwa do Yunnanozoon lividum. Posiadała jednak również szereg innych cech, jak np. serce, prawdopodobnie brzuszną i grzbietową aortę, tętnice skrzelowe, szpary skrzelowe, wyraźnie zaznaczony ogon, relatywnie duży mózg, pień nerwowy oraz głowę z prawdopodobnie bocznie rozmieszczonymi oczami.
Haikouella ze względu na swoją budowę i czas występowania była blisko spokrewniona z przodkiem wszystkich kręgowców.

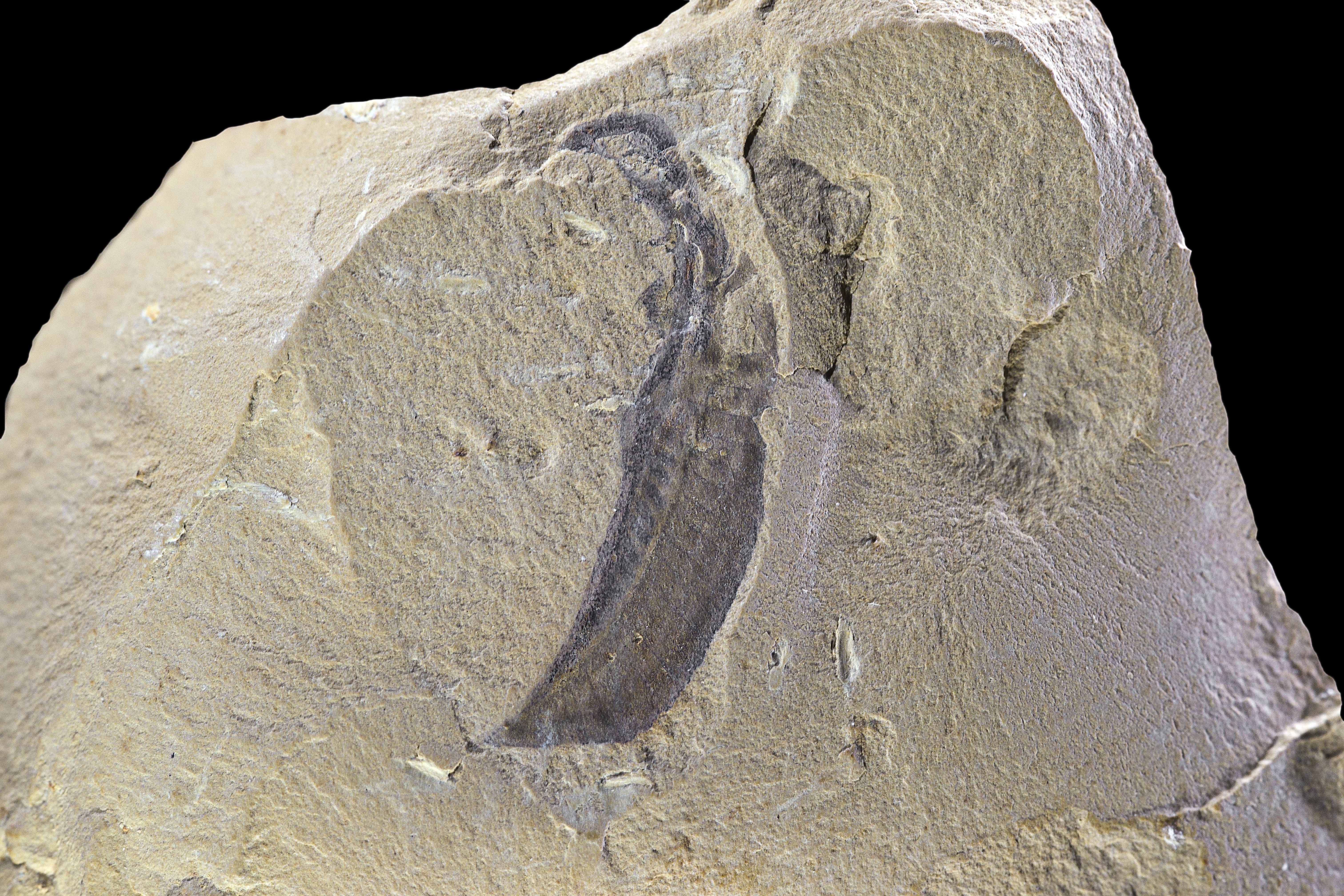
Skamieniałość Haikouella lanceolata (fauna z Chengjiang, Chiny)